# Senyoria de Montbram
La senyoria de Montbram fou una jurisdicció feudal del Rosselló que fou donada a Dalmau II, fill de Dalmau I senyor de Sureda. Abraçava Montbram i la Vall de Sant Martí (abans part de la senyoria de Sureda) i les viles de Cortsaví i Montferrer, i a més a més també va heretar la senyoria de Bellpuig, que ja posseïa el seu avi Guillem V, vescomte de Castellnou cap al 1240.
Des del 1322 es va titular vescomtat de Castellnou. Va morir el 1323 i el va succeir el seu fill Dalmau III (el germà Pere havia mort el 1323) que es va casar amb la seva parenta Saurina de Botonac, senyora de Requesens i va rebre aquesta senyoria així com els dominis del vescomtat de Castellnou al morir Sibil·la, titulant-se des de llavors senyor o baró de Castellnou. Va morir el 1342 i el van succeir els seus fills, Guillem, que va rebre la senyoria de Requesens, i Berenguer, senyor de Montbram i Bellpuig. Guillem va morir el 1360 i la senyoria va passar a Berenguer que la va vendre tot seguit junt amb totes les seves (Castellnou, Montbram, Vall de Sant Martí, Cortsavi, Montferrer i Bellpuig) a Andreu de Fenollet vescomte d'Illa.

## Llista de senyors de Montbram
- Dalmau I de Sureda c. 1250-1299
- Dalmau II de Montbram 1299-1323
- Dalmau III 1323-1342
- Berenguer 1342-1360
- Andreu de Fenollet vescomte d'Illa 1360